# Anchisauridae
Famille
Genres de rang inférieur
- † Aardonyx
- † Ammosaurus
- † Amphisaurus
- † Anchisaurus
- † Efraasia
- † Gyposaurus
- † Megadactylus
- † Seitaad

Les Anchisauridae forment une famille éteinte de dinosaures sauropodomorphes, peu usitée, au profit du clade des Anchisauria, défini par Peter Galton et Paul Upchurch en 2004 dans la seconde édition de The Dinosauria de David B. Weishampel et ses collègues, et précisé en 2010 par Adam M. Yates.